# Antiope (mythologie)
Antiope (Grieks: Ἀντιόπη) was de dochter van koning Nycteus van Thebe (Griekenland) en zijn gemalin Polyxo.
Zij was een van de menselijke minnaressen van Zeus van wie zij een tweeling kinderen kreeg: Amphion en Zethos. Haar schoonheid bekoorde ook Epopeus, de koning van Sikyon. De literatuur is niet eenduidig of zij onder dwang of vrijwillig vrouw van Epopeus werd. Later werd zij gemalin van Phocus en als slavin gegeven aan Dirce die haar om het leven probeerde te brengen.

## Galerij

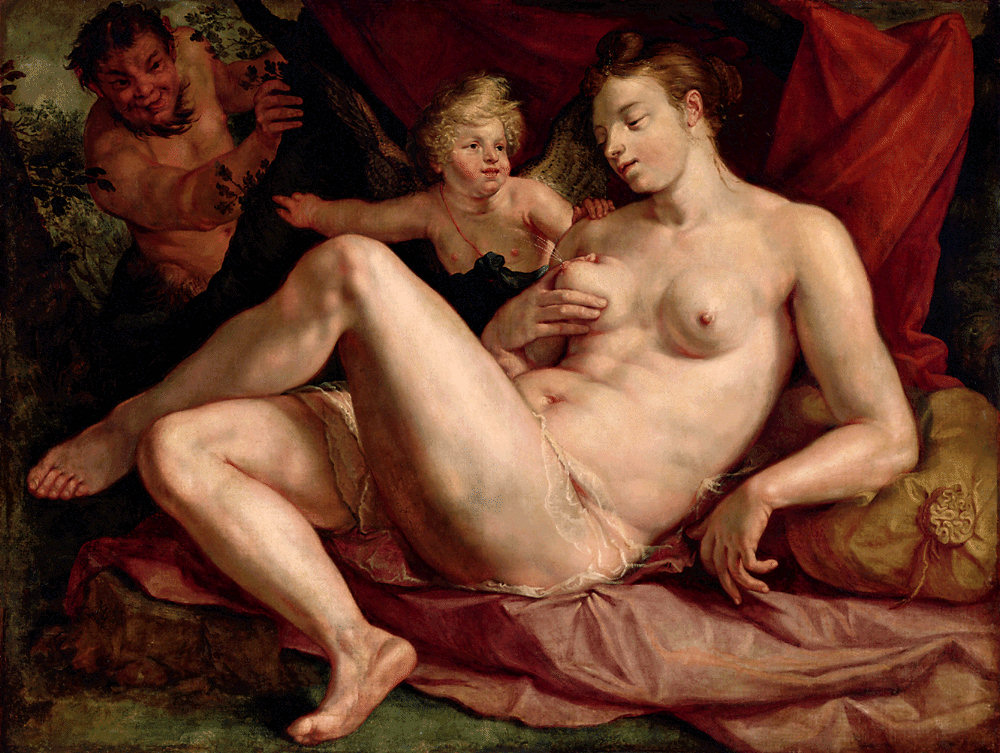
Jupiter en Antiope van Hendrick Goltzius
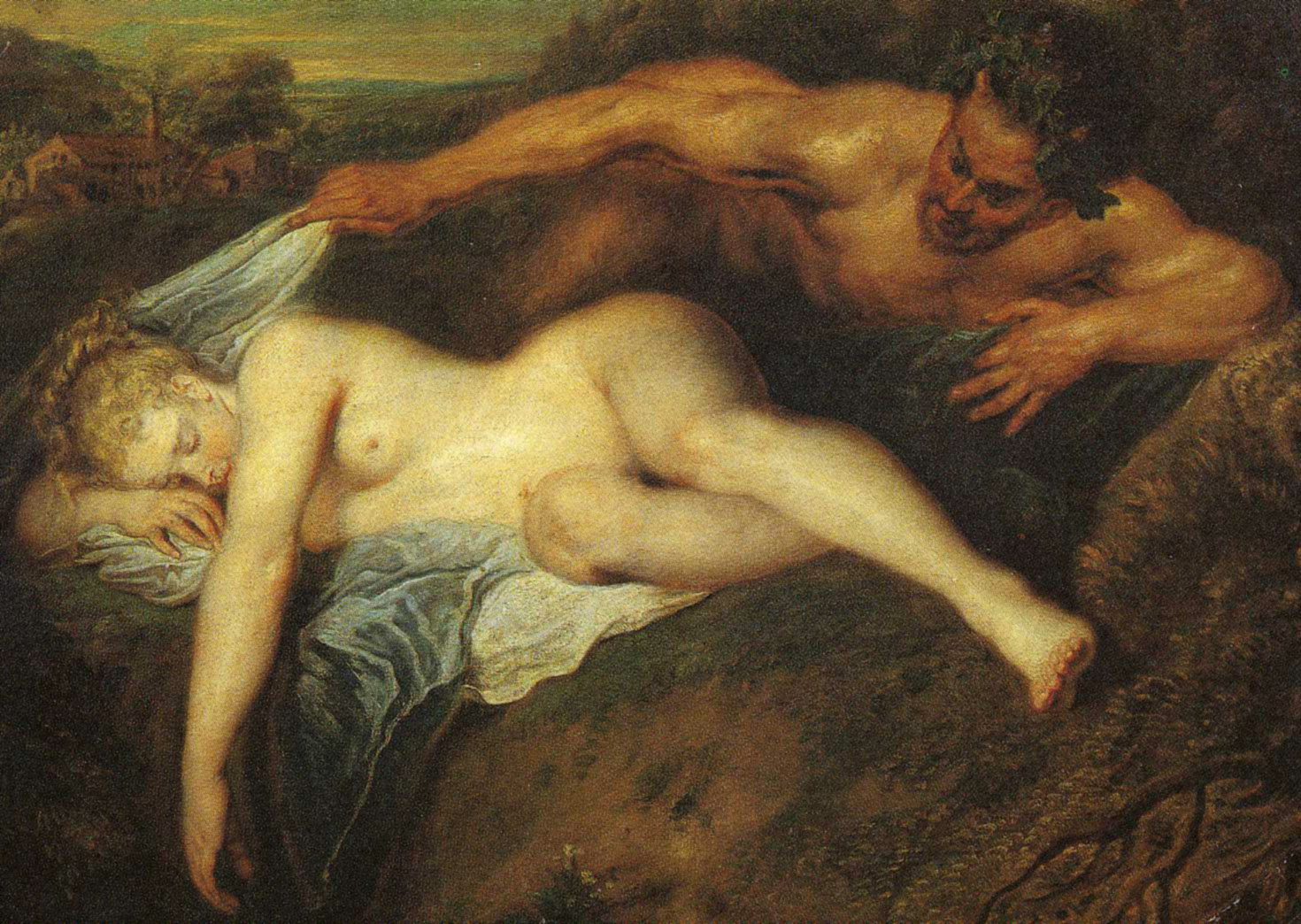
Jupiter en Antiope van Antoine Watteau